# Nazeeh Johnson
Nazeeh Johnson (* 17. Juli 1998 in Fairfax, Virginia) ist ein US-amerikanischer American-Football-Spieler auf der Position des Safeties. Aktuell spielt er für die Kansas City Chiefs in der National Football League (NFL).

## Frühe Jahre und College
Johnson wurde in Fairfax in Virginia geboren, wuchs im selben Bundesstaat auf und besuchte die Millbrook High School in Winchester, Virginia. Dort war er in der Football-, Basketball- und in der Leichtathletikmannschaft seiner Schule aktiv. In der Footballmannschaft kam er sowohl in der Offense als Runningback als auch in der Defense als Defensive Back zum Einsatz. So konnte Johnson in der Offense insgesamt 1093 Yards und 22 Touchdowns sowie in der Defense 86 Tackles und vier Interceptions verzeichnen. Nach seinem Highschoolabschluss ging er zunächst als Walk-on an die Marshall University in Huntington, West Virginia, konnte dort jedoch die Trainer überzeugen und erhielt schließlich ein Stipendium. In seinem Freshman-Jahr wurde er jedoch geredshirted und kam insofern nicht zum Einsatz. In der Folge entwickelte er sich jedoch zum Stammspieler in der Defense der Mannschaft. Insgesamt kam er in fünf Jahren an der Schule in 56 Spielen zum Einsatz und konnte dabei 302 Tackles, einen Sack, sieben Interceptions sowie einen Touchdown verzeichnen. 2020 wurde er ins Second-Team All-C-USA gewählt. Auch mit seiner Mannschaft war er erfolgreich, so konnten sie 2017 den New Mexico Bowl und 2018 den Gasparilla Bowl gewinnen. Er beendete seine Universitätskarriere mit einem Abschluss in Kommunikationswissenschaften.

## NFL
Beim NFL-Draft 2022 wurde er in der 7. Runde an 259. Stelle von den Kansas City Chiefs ausgewählt. Dort wurde er am 30. August 2022 im Rahmen der Kaderverkleinerung gewaived, erhielt tags darauf jedoch einen Platz im Practice Squad. Im September wurde er in den Kader der Chiefs aufgenommen. So gab er sein NFL-Debüt schließlich am 4. Spieltag der Saison 2022 beim 41:31-Sieg gegen die Tampa Bay Buccaneers, bei dem er in den Special Teams zum Einsatz kam. In der restlichen Saison etablierte er sich als Ergänzungsspieler in den Special Teams. Beim 30:27-Sieg gegen die Los Angeles Chargers am 11. Spieltag konnte er seinen ersten Tackle in der NFL verzeichnen. Er beendete die Regular Season mit insgesamt 8 Tackles. Da die Chiefs mit 14 Siegen bei nur drei Niederlagen die AFC West gewinnen konnten, qualifizierten sie sich für die Playoffs. Beim 27:20-Sieg gegen die Jacksonville Jaguars gab er in der Divisional Runde sein Postseason-Debüt. Beim folgenden AFC Championship Game, das die Chiefs mit 23:20 gegen die Cincinnati Bengals gewannen, konnte er ein Tackle verzeichnen und somit zur Qualifikation für Super Bowl LVII beitragen. Dort trafen sie auf die Philadelphia Eagles. In dem Spiel kam Johnson erneut in den Special Teams zum Einsatz und konnte ein Tackle verzeichnen. Die Chiefs konnten die Eagles mit 38:35 besiegen und Johnson konnte somit seinen ersten Super-Bowl-Sieg feiern.
In der Vorbereitung zur Saison 2023 riss sich Johnson jedoch das Kreuzband, sodass er auf die Injured Reserve Liste gesetzt werden musste und die restliche Saison verletzungsbedingt verpasste. In seiner Abwesenheit konnten die Chiefs Super Bowl LVIII gewinnen und somit auch für Johnsons zweiten Super-Bowl-Sieg sorgen.
Zur Saison 2024 wurde Johnson neben den Special Teams auch in der Defense eingeplant. Zu Saisonbeginn war er zunächst Backup für Cornerback Trent McDuffie. Beim 27:20-Sieg gegen die Las Vegas Raiders am 8. Spieltag stand er das erste Mal in der Startformation der Chiefs und konnte direkt fünf Tackles verzeichnen. Beim 16:14-Sieg gegen die Denver Broncos am 10. Spieltag erreichte er mit 10 Tackles einen neuen Karrierebestwert. Außerdem konnte er seinen ersten Sack in der NFL an Bo Nix verzeichnen. Auch in der Saison 2024 konnten die Chiefs die AFC West gewinnen und in die Playoffs einziehen. Beim 23:14-Sieg gegen die Houston Texans in der Divisional-Runde, Johnsons erstes Postseasonspiel als Starter, konnte er insgesamt vier Tackles, beim 32:29-Sieg gegen die Buffalo Bills im AFC Championship Game insgesamt 2 Tackles verzeichnen. Somit qualifizierten sich die Chiefs auch für Super Bowl LIX, bei dem sie erneut auf die Philadelphia Eagles trafen. In dem Spiel kam Johnson jedoch lediglich in den Special Teams zum Einsatz. Die Chiefs unterlagen den Eagles mit 22:40 und konnten insofern nicht ihren dritten Super-Bowl-Sieg in Serie erreichen.

## Karrierestatistiken
| Legende | Legende         |
| ------- | --------------- |
|         | Super-Bowl-Sieg |

### Regular Season
| Saison                             | Team             | Spiele | Spiele      | Tackles                         | Tackles                         | Tackles                         | Tackles                         | Tackles                         | Interceptions                   | Interceptions                   | Interceptions                   | Interceptions                   | Interceptions                   | Interceptions                   | Fumbles                         | Fumbles                         | Fumbles                         |
| Saison                             | Team             | Spiele | als Starter | Gesamt                          | Solo                            | Assist                          | Sacks                           | Safety                          | PD                              | Int                             | Yards                           | Avg                             | Lang                            | TD                              | FF                              | FR                              | TD                              |
| ---------------------------------- | ---------------- | ------ | ----------- | ------------------------------- | ------------------------------- | ------------------------------- | ------------------------------- | ------------------------------- | ------------------------------- | ------------------------------- | ------------------------------- | ------------------------------- | ------------------------------- | ------------------------------- | ------------------------------- | ------------------------------- | ------------------------------- |
| 2022                               | Chiefs           | 11     | 0           | 8                               | 5                               | 3                               | 0,0                             | 0                               | 0                               | 0                               | 0                               | 0,0                             | 0                               | 0                               | 0                               | 0                               | 0                               |
| 2023                               | Chiefs           | 0      | 0           | verletzungsbedingt ohne Einsatz | verletzungsbedingt ohne Einsatz | verletzungsbedingt ohne Einsatz | verletzungsbedingt ohne Einsatz | verletzungsbedingt ohne Einsatz | verletzungsbedingt ohne Einsatz | verletzungsbedingt ohne Einsatz | verletzungsbedingt ohne Einsatz | verletzungsbedingt ohne Einsatz | verletzungsbedingt ohne Einsatz | verletzungsbedingt ohne Einsatz | verletzungsbedingt ohne Einsatz | verletzungsbedingt ohne Einsatz | verletzungsbedingt ohne Einsatz |
| 2024                               | Chiefs           | 16     | 6           | 56                              | 33                              | 23                              | 1,0                             | 0                               | 3                               | 0                               | 0                               | 0,0                             | 0                               | 0                               | 0                               | 0                               | 0                               |
| gesamte Karriere                   | gesamte Karriere | 27     | 6           | 64                              | 38                              | 26                              | 1,0                             | 0                               | 3                               | 0                               | 0                               | 0,0                             | 0                               | 0                               | 0                               | 0                               | 0                               |
| Quelle: pro-football-reference.com |                  |        |             |                                 |                                 |                                 |                                 |                                 |                                 |                                 |                                 |                                 |                                 |                                 |                                 |                                 |                                 |

### Postseason
| Saison                             | Team             | Spiele | Spiele      | Tackles                         | Tackles                         | Tackles                         | Tackles                         | Tackles                         | Interceptions                   | Interceptions                   | Interceptions                   | Interceptions                   | Interceptions                   | Interceptions                   | Fumbles                         | Fumbles                         | Fumbles                         |
| Saison                             | Team             | Spiele | als Starter | Gesamt                          | Solo                            | Assist                          | Sacks                           | Safety                          | PD                              | Int                             | Yards                           | Avg                             | Lang                            | TD                              | FF                              | FR                              | TD                              |
| ---------------------------------- | ---------------- | ------ | ----------- | ------------------------------- | ------------------------------- | ------------------------------- | ------------------------------- | ------------------------------- | ------------------------------- | ------------------------------- | ------------------------------- | ------------------------------- | ------------------------------- | ------------------------------- | ------------------------------- | ------------------------------- | ------------------------------- |
| 2022                               | Chiefs           | 3      | 0           | 2                               | 2                               | 0                               | 0,0                             | 0                               | 0                               | 0                               | 0                               | 0,0                             | 0                               | 0                               | 0                               | 0                               | 0                               |
| 2023                               | Chiefs           | 0      | 0           | verletzungsbedingt ohne Einsatz | verletzungsbedingt ohne Einsatz | verletzungsbedingt ohne Einsatz | verletzungsbedingt ohne Einsatz | verletzungsbedingt ohne Einsatz | verletzungsbedingt ohne Einsatz | verletzungsbedingt ohne Einsatz | verletzungsbedingt ohne Einsatz | verletzungsbedingt ohne Einsatz | verletzungsbedingt ohne Einsatz | verletzungsbedingt ohne Einsatz | verletzungsbedingt ohne Einsatz | verletzungsbedingt ohne Einsatz | verletzungsbedingt ohne Einsatz |
| 2024                               | Chiefs           | 3      | 2           | 6                               | 4                               | 2                               | 0,0                             | 0                               | 1                               | 0                               | 0                               | 0,0                             | 0                               | 0                               | 0                               | 0                               | 0                               |
| gesamte Karriere                   | gesamte Karriere | 6      | 2           | 8                               | 6                               | 2                               | 0,0                             | 0                               | 1                               | 0                               | 0                               | 0,0                             | 0                               | 0                               | 0                               | 0                               | 0                               |
| Quelle: pro-football-reference.com |                  |        |             |                                 |                                 |                                 |                                 |                                 |                                 |                                 |                                 |                                 |                                 |                                 |                                 |                                 |                                 |